# Vincenzo de Cesati
O barão  Vincenzo de Cesati ( Milão, 24 de maio de 1806 - Nápoles, 13 de fevereiro de 1883 ) foi um botânico italiano.

## Biografia
Estudou História natural na Universidade de Viena, e mais tarde trabalhou como voluntário no Collegium Nacionale de Vercelli. Entre 1868 e 1883 foi diretor do Jardim Botânico de Nápoles. A maioria das plantas de sua coleção estão presentemente preservadas no instituto botânico da Universidade de Roma.

### Publicações
- Stirpes Italicae: iconografia universale delle piante italiane (1840)
- Compendio della flora italiana: compilato per cura dei professori V. Cesati, G. Passerini, E.G. Gibelli (1868-1886).
- Saggio di una bibliografia algologica italiana (1882).